# グランド・キャッシュ
グランド・キャッシュ（英: Grande Cache）は、カナダのアルバータ州中西部のハムレット。エドモントンからは約435km西にありアルバータ州道40号線沿いにある。スモーキー川を望み、カナディアン・ロッキーの北端にあり、ウィルモア野生公園へのゲートウェイになっている。

## 歴史
1966年9月に町制施行された目的は、近傍の鉱山の開発のためだった。1969年に開発工事が開始され、1971年までには学校、病院、店舗、住宅なども建設された。但し鉱山のみに依存する経済では限界があるとして、産業拡大や連邦政府の監獄の誘致も行なった。近年では自然関連レジャー・観光業も拡大している。
2018年に急減する人口を背景に、町としての財政維持が困難だと発表。町議会は町制を解散しハムレットとなることを議決、2019年1月にハムレット制施行。

## 交通

### 道路
グランド・プレーリーとヒントンまでアルバータ州道40号線で接続している。2020年まではバスもあったが現在は休止。

### 空港
グランド・キャッシュ空港が町から24kmの距離にあったが、現在は閉鎖中。